# Boris Bilinsky
 (juin 2025).
Boris Bilinsky est un costumier, chef décorateur et affichiste, d'origine russe, né le 21 septembre 1900 à Bendery (Empire russe, aujourd'hui Moldavie), mort le 3 février 1948 à Catane (Italie).

## Biographie
Boris Bilinsky est né dans la ville où son père, officier supérieur dans l'armée impériale, était en garnison.
En 1925, il dessine l'affiche française du film La Rue sans joie. En 1927, il en réalise plusieurs pour Metropolis.

## Citation
« Bilinsky [...] a introduit en France les nouvelles techniques du décor construit, du staff, des maquettes en volume [...], un certain faste décoratif, inconnu jusque-là dans les studios français mais pratiqué à la UFA de Berlin. »

— Léon Barsacq, Le Décor de film

## Filmographie

### Chef costumier
- 1924 : Âme d'artiste de Germaine Dulac
- 1924 : Le Lion des Mogols
- 1924 : L'Affiche
- 1925 : Le Prince charmant
- 1927 : Casanova
- 1928 : Shéhérazade
- 1929 : Monte Cristo
- 1930 : Le Diable blanc (Der weiße Teufel) d'Alexandre Volkoff
- 1930 : La Femme d'une nuit
- 1930 : Tarakanova
- 1931 : La Maison jaune de Rio
- 1931 : Fra Diavolo
- 1932 : Le Rosier de Madame Husson
- 1933 : La Mille et deuxième Nuit
- 1935 : L'Équipage
- 1936 : Der Kurier des Zaren
- 1936 : Michel Strogoff
- 1936 : La Neuvième Symphonie (Schlußakkord)
- 1936 : Stjenka Rasin
- 1937 : La Bataille silencieuse
- 1937 : La Habanera
- 1937 : La Dame de Malacca
- 1938 : Les Nuits blanches de Saint-Pétersbourg
- 1938 : Ab Mitternacht
- 1938 : Le Patriote
- 1938 : Katia
- 1939 : Entente cordiale
- 1939 : Le jour se lève
- 1940 : Tempête sur Paris
- 1940 : De Mayerling à Sarajevo
- 1940 : Alerte aux blancs
- 1941 : Ridi pagliaccio!
- 1941 : Volpone de Maurice Tourneur
- 1941 : Amours impériales
- 1941 : È caduta una donna
- 1942 : La pantera nera
- 1942 : Paura d'amare
- 1942 : Orizzonte di sangue
- 1943 : L'angelo bianco
- 1945 : La carne e l'anima

### Chef décorateur
- 1929 : Monte Cristo de Henri Fescourt
- 1930 : La Femme d'une nuit (version française)
- 1930 : La donna di una notte (version italienne)
- 1934 : Casanova
- 1938 : Monsieur Coccinelle
- 1940 : Alerte aux blancs
- 1941 : Amours impériales
- 1942 : Documento Z-3
- 1942 : Orizzonte di sangue
- 1945 : La carne e l'anima
- 1946 : Il marito povero